# Zwölfapostelbuche
Die Zwölfapostelbuche  war eine bekannte Rotbuche auf der Insel Vilm in Mecklenburg-Vorpommern.

## Lage
Der zum Teil auch nur als Apostelbuche bezeichnete Baum befand sich auf dem Großen Vilm im nördlichen Teil der Insel am Weg vom Grünen Berg zum höchsten Punkt der Insel.

## Gestalt und Geschichte
Alfred Haas vermaß die Rotbuche und ermittelte einen Stammumfang von sechs Metern bei einer Höhe von 35 Metern. Beschrieben wurde der Baum bereits von Carl Gustav Carus, der 1819 die Insel besuchte. Er gab an, dass die Buche in der Nähe einer uralten Eiche stand und die Zweige der Rotbuche „reich mit Blätterfülle belastet, hingen laubenartig bis auf den Rasen um den alten Stamm herum“.
Der Baum war besonders markant, da er den Eindruck machte, als ob er aus mehreren Einzelbäumen zusammengewachsen wäre. Tatsächlich besteht die Sage, wonach der Stamm der Buche aus zwölf dicht beieinander stehenden Buchen zusammengewachsen sei. Daraus ergab sich der Name des Baums.
In den 1950er Jahren brach der Baum um. Das Alter wurde auf etwa 500 Jahre eingeschätzt.